# Vestistilus testacea
Vestistilus testacea är en insektsart som beskrevs av Leon Fairmaire. Vestistilus testacea ingår i släktet Vestistilus och familjen hornstritar. Inga underarter finns listade i Catalogue of Life.